# Microsoft Store
A Microsoft Store é composta de dezenas de lojas de varejo e uma virtual. Essas lojas são operadas pela Microsoft e são utilizadas para a venda de produtos da mesma empresa. Entre eles, softwares e produtos eletrônicos de consumo. As lojas tem o objetivo de "melhorar o PC e a experiência dos consumidores com a Microsoft e as compras de varejo em todo o mundo, além de ajudar os consumidores a tomar melhores decisões sobre os softwares de seu computador."
A loja virtual oferece computadores com assinaturas de terceiros, tais como HP, Acer, Dell, Lenovo e Sony. Também oferece o sistema operacional Windows, o pacote de aplicativos Office, dispositivos móveis com Windows Phone 7, dispositivos e serviços Zune e consoles Xbox 360, incluindo jogos e serviços.

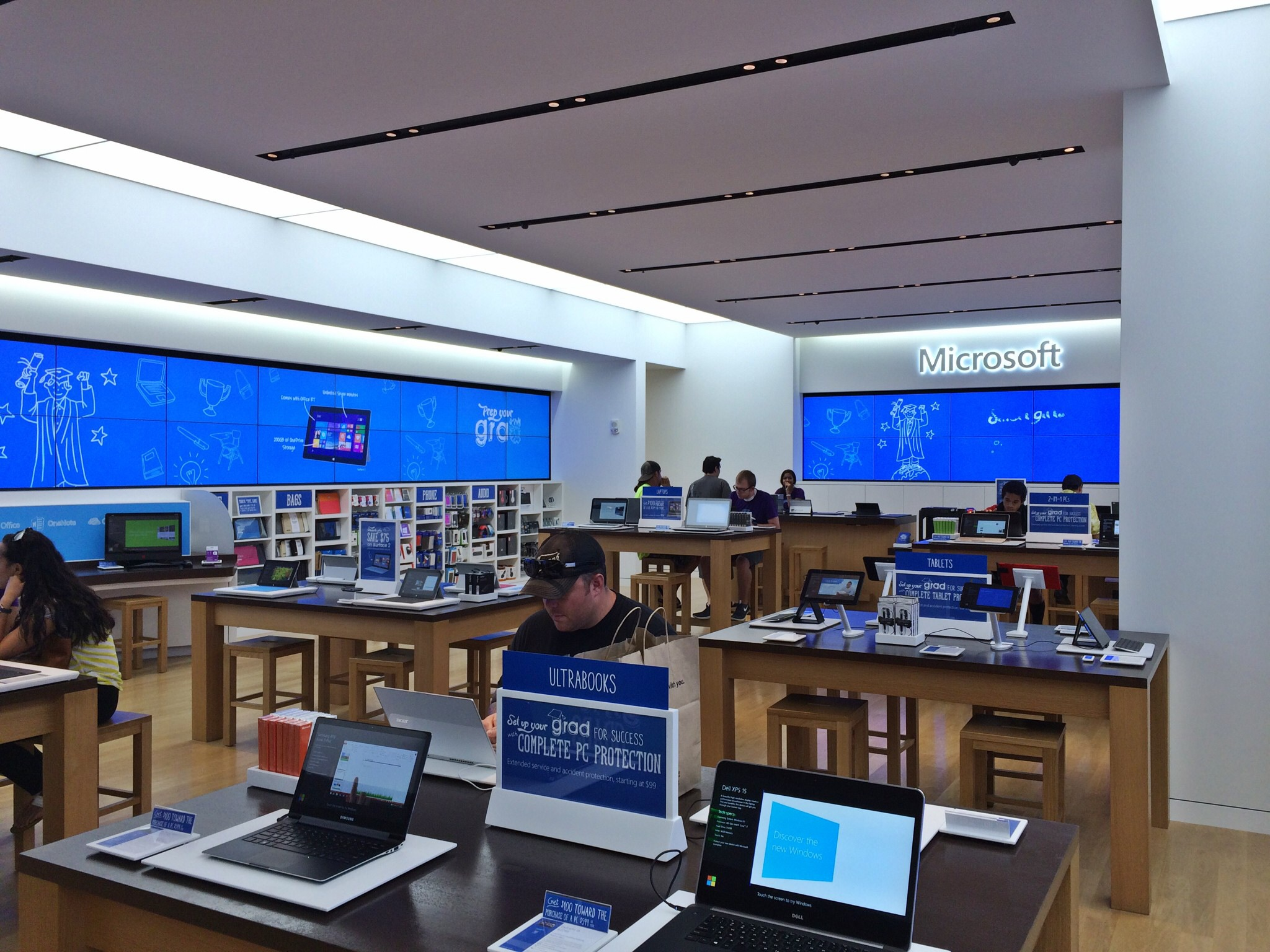
Microsoft Store Honolulu

As duas primeiras lojas abriram dentro de uma semana após o lançamento oficial do Windows 7, em Scottsdale e Mission Viejo. Lojas adicionais, desde então, foram inauguradas na Califórnia, no Colorado, em Illinois, em Minnesota, em Washington e no Texas. A Microsoft anunciou que pretende abrir mais 75 novas lojas até 2014.